# Município de Gustavus (condado de Trumbull, Ohio)
O município de Gustavus (em inglês: Gustavus Township) é um município localizado no condado de Trumbull no estado estadounidense de Ohio. No ano de 2010 tinha uma população de 829 habitantes e uma densidade populacional de 12,74 pessoas por km².

## Geografia
O município de Gustavus encontra-se localizado nas coordenadas 41° 27′ 44″ N, 80° 39′ 56″ O. Segundo a Departamento do Censo dos Estados Unidos, o município tem uma superfície total de 65.06 km², da qual 65,06 km² correspondem a terra firme e (0 %) 0 km² é água.

## Demografia
Segundo o censo de 2010, tinha 829 pessoas residindo no município de Gustavus. A densidade populacional era de 12,74 hab./km².